# Koseler Au
Die Koseler Au (dänisch: Kosel Å bzw. Koslev Å) ist ein Fließgewässer im nordöstlichen Schleswig-Holstein (Südschleswig). Die Au entspringt bei Kollholz auf einer Höhe von etwa 48 m, durchfließt die Ortschaften Loose, Barkelsby, Gammelby und Kosel, ehe sie in das Ornumer Noor, eine Seitenbucht (Noor) der Schlei, mündet. Bis zum Ort Kosel wird der Wasserlauf auch als Kollholmer Au (auch Kolholmer Au mit einem L) bezeichnet. Die Au ist Schwansens größter Wasserlauf. Bis ins Jahr 1629 trieb sie das Mühlenrad der Ornumer Wassermühle an. Der Wasserlauf hat u. a. Zulauf von der Pukdammer Au.